# Benoni (cidade)
Benoni é uma cidade do Município metropolitano de Ekurhuleni, no East Rand, na província de Gauteng, na África do Sul. Possui 654 509 habitantes. É a cidade natal da atriz Charlize Theron.

## Ligações Externas
- Benoni South Africa
- AllRefer Encyclopedia - Benoni, South Africa
- An estate agency's description of Benoni's early history
- Benoni Home Owners News (Blog and free Newsletter for keeping Benoni Residents in the know)
- Crystal Park